# Parradine Motor Company
Parradine Motor Company PLC war ein britischer Hersteller von Automobilen.

## Unternehmensgeschichte
John Parradine fertigte bereits zwischen 1985 und 1987 in seinem Unternehmen Deltayn Automobile. 1987 gründete er Parradine Motor Company PLC in Appleby (Lincolnshire) und begann mit der Produktion von Automobilen. Der Markenname lautete Parradine. 1990 wurde ein Fahrzeug auf dem Genfer Auto-Salon präsentiert. Pläne, den Unternehmenssitz nach Frankreich zu verlegen, scheiterten. 1991 endete die Produktion. Insgesamt entstanden 25 Fahrzeuge. Die 1998 gegründete J. J. R. Automotive verwendete den gleichen Markennamen.

## Fahrzeuge
Das einzige Modell war der Pegasus V12. Designer war Richard Oakes. Es war ein offener Zweisitzer, der als moderne Interpretation des AC Cobra angepriesen wurde. Ein Gitterrahmen bildete das Fahrgestell. Der V12-Motor sowie das Getriebe kamen von Jaguar. 1990 betrug der Neupreis 90.000 Pfund.